# Stockton (New Jersey)

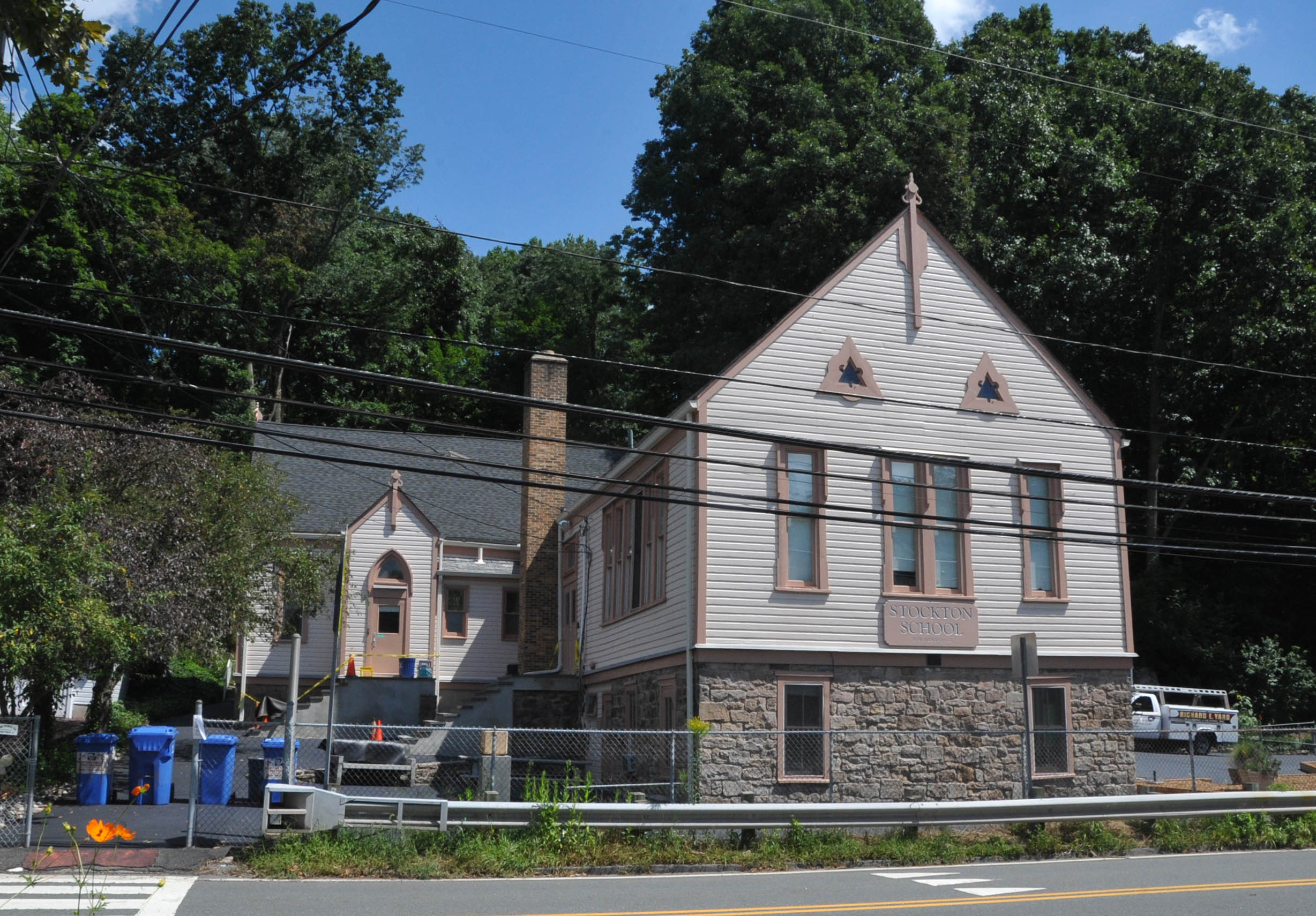
Schulhaus im District Nr. 98

Stockton ist ein Borough im Hunterdon County, im US-Bundesstaat New Jersey.  Das Borough liegt am Delaware River am westlichen Ende des Amwell Valley. Das U.S. Census Bureau ermittelte bei der Volkszählung 2020 eine Einwohnerzahl von 495.

## Persönlichkeiten
- Carolyn Rovee-Collier (1942–2014), Entwicklungspsychologin und Hochschullehrerin